# Route nationale 95 (Estonie)
Pour les articles homonymes, voir Route nationale 95.
La route nationale 95 (Tugimaantee 95) est une route nationale estonienne reliant Kõrveküla à Tartu. Elle mesure 1,9 km.

## Tracé
- Comté de Tartu
  - Kõrveküla
  - Tila
  - Vahi
  - Tartu